# Високово (Ардатовський район)
Високово (рос. Высоково) — присілок в Росії у складі Ардатовського району Нижньогородської області. Входить до складу Кужендеєвської сільської ради.

## Географія
Розташований у центрі району, за 4 км на схід від райцентру Ардатов.
На південь від Високово протікає струмок, у самому присілку — два маленьких озера.

## Населення
| 1999 | 2002 | 2010 |
| ---- | ---- | ---- |
| 194  | ↘173 | ↘156 |

## Інфраструктура
Школа не діє, на місці школи клуб